# وهب بن كيسان
وهب بن كيسان (المتوفي سنة 127 هـ) تابعي مدني، وأحد رواة الحديث النبوي، كان من موالي آل الزبير بن العوام.

## روايته للحديث النبوي
- روى عن: عبد الله بن عباس وأبي سعيد الخدري وجابر بن عبد الله وعبد الله بن الزبير وعمر بن أبي سلمة[1] وأنس بن مالك وعبد الله بن عمر بن الخطاب وعبيد بن عمير الليثي وعروة بن الزبير ومحمد بن عمرو بن عطاء ومعبد بن كعب بن مالك ويحنس مولى مصعب بن الزبير وأبي مرة مولى أم هانئ وأسماء بنت أبي بكر.[2]
- روى عنه: عبيد الله بن عمر العمري وهشام بن عروة ومحمد بن إسحاق بن يسار ومالك بن أنس[1] وإبراهيم بن إسماعيل بن مجمع وأيوب السختياني والحسين بن علي الأصغر بن الحسين بن علي بن أبي طالب وزيد بن أبي أنيسة وعبد الله بن عمر العمري وعبد الحميد بن جعفر الأنصاري وعبد العزيز بن عبد الله بن أبي سلمة الماجشون وعبد العزيز بن عبيد الله ومحمد بن عجلان ومحمد بن عمرو بن حلحلة والوليد بن كثير[2] وبلال بن مرداس.[3]
- الجرح والتعديل: نقل ابن سعد عن الواقدي قوله في وهب بن كيسان أنه: «لم يكن له فتوى. وكان محدثا ثقة»،[4] وقال النسائي: «ثقة»، وذكره ابن حبان في كتاب الثقات، كما روى له الجماعة.[2]